# س. ك. وليامز
س. ك. وليامز (بالإنجليزية: C. K. Williams) هو كاتب ومترجم وشاعر أمريكي، ولد في 4 نوفمبر 1936 في نيوآرك في الولايات المتحدة، وتوفي في 20 سبتمبر 2015 في هوبويل في الولايات المتحدة بسبب سرطان.

## وصلات خارجية
- س. ك. وليامز على موقع الموسوعة البريطانية (الإنجليزية)
- س. ك. وليامز على موقع إن إن دي بي (الإنجليزية)